# Комарова, Лидия Константиновна
Лидия Константиновна Комарова (6 апреля 1902, Иваново-Вознесенск — 24 июня 2002, Москва) — советский архитектор, конструктивист, исследователь ВХУТЕМАСа. Заслуженный архитектор РСФСР (1985).

## Биография
Лидия Комарова родилась 6 апреля 1902 года в Иваново-Вознесенске. Её отец был рабочим-кондитером, а мать — вышивальщицей на фабрике «Ливерс». Со школы занималась рисованием и живописью.
В 1919 году поступила во II СГХМ (свободные государственные художественные мастерские) в живописную мастерскую А. Е. Архипова, некоторое время училась у П. П. Кончаловского, затем у Н. А. Удальцовой и А. Д. Древина. В 1920 году перешла на архитектурный факультет ВХУТЕМАСа в Обмас (объединённые левые мастерские) к Н. А. Ладовскому. Дипломный проект «Дворец Коминтерна», который она выполнила в 1929 году при окончании обучения, вошёл в ряд лучших проектов и был опубликован ряде отечественных и зарубежных изданий по архитектуре. Она была единственной женщиной среди авторов опубликованных проектов. В дальнейшем исследователи часто сравнивали решение образное решение проекта со зданием Музея Соломона Гуггенхайма, построенному по проекту Фрэнка Ллойда Райта в Нью-Йорке в 1959 году.
В 1927 году вступила в КПСС. В 1931 году совместно с архитекторами И. З. Вайнштейном и Ю. М. Мушинским участвовала в конкурсе на проект Дворца Советов в Москве (третья премия). В соавторстве участвовала в конкурсе на проект Дворца Труда (вторая премия).
Автор и руководитель проекта здания МВТУ им. Н. Э. Баумана, выполненного в формах советского неоклассицизма (построен в 50 годах XX века). Лидия Константиновна Комарова — автор конструкции «витого» небоскрёба. Проект так и остался на бумаге. Только теперь, спустя полвека, такие конструкции вошли в моду.
Л. К. Комарова работала в Моспроекте и Гипрогоре, училась в аспирантуре Академии архитектуры СССР до 1937 года.
В усадьбе Архангельское, где Л. К. Комарова работала вплоть до войны, она занималась реставрацией театра Гонзаго (1939 г.) и построила Музейный павильон (1941 г.).
В годы Великой Отечественной войны Л. К. Комарова проектировала мемориалы и надгробия для воинских кладбищ. Позднее создавала типовые проекты малоэтажных жилых домов. С 1947 года она работала в ГИПРОВУЗе. По её проектам построены крупные комплексы Горного института в Кемерово, Политехнический институт в Караганде, главный учебный корпус МВТУ им. Баумана в Москве и другие учебные заведения.
Л. К. Комарова — пишущий архитектор, имеет ряд научно-исследовательских публикаций.
Умерла в Москве в 2002 году в возрасте 100 лет.

## Семья
Мать советского культурного атташе в Индии Эрика Наумовича Комарова (впоследствии — востоковед-индолог).
Свекровь Комаровой Энгельсины Сергеевны — в детстве знаменитая Геля Маркизова.